# Corticaria vestigia
Corticaria vestigia es una especie de coleóptero de la familia Latridiidae.

## Distribución geográfica
Habita en Kenia.